# Asociación Feminista de Asturias
La Asociación Feminista de Asturias (AFA) fue una organización española fundada en 1977, la primera feminista creada en Asturias. Se constituyó con el objetivo de combatir las desigualdades de género y visibilizar las problemáticas específicas que enfrentan las mujeres.

## Historia
La AFA fue impulsada principalmente por mujeres procedentes de asociaciones como Mujeres Comunistas de Asturias (MCA) o la Liga Comunista Revolucionaria (LCR), así como de partidos de la izquierda radical, como Bandera Roja o el PTE y por algunas feministas sin militancia que estaban agrupadas en el Colectivo Feminista de Asturias.
Tuvo sus inicios a partir de un grupo de unas 20 mujeres que se reunían en los llamados "grupos clandestinos de mujeres" hasta que el 25 de noviembre de 1976 tuvo la presentación pública en la facultad de psicología de la Universidad de Oviedo y posteriormente se constituyó oficialmente en 1977. El logotipo de la asociación fue creado por Mabel Lavandera.
La asociación fue relevante en la lucha por los derechos sociales y de las mujeres de la transición española con objetivos como la defensa de las mujeres asturianas sentenciadas por adulterio o la lucha por el derecho al aborto, que fue el eje de su actividad reivindicativa en la época. Entre sus acciones estuvo la filmación de un aborto clandestino, proyectado después en una rueda de prensa.
Otra de sus acciones fue la creación de la versión asturiana del juego Feminismos reunidos con 300 preguntas sobre mujeres destacadas del último milenio y su papel en la sociedad.

## Reconocimientos
En 2007, la Tertulia Feminista Les Comadres le concedió a AFA le premio Comadre de Oro especial por haber sido pionera en los movimientos de mujeres en Asturias.
En la campaña del año 2022 del Día Internacional de la Mujer, el Gobierno del Principado reconoció la trayectoria del movimiento feminista en Asturias y, en particular, a las mujeres que impulsaron la lucha en los años de la Transición, homenajeando a la Asociación Feminista de Asturias y recordando a una de sus fundadoras, Begoña Sánchez, y a Paz Fernández Felgueroso, una de las abogadas de las causas feministas en la comunidad autónoma.